# Villa Nueva, Mendoza
Villa Nueva är en kommunhuvudort i Argentina.   Den ligger i provinsen Mendoza, i den centrala delen av landet, 1 000 km väster om huvudstaden Buenos Aires. Villa Nueva ligger 719 meter över havet och antalet invånare är 11 104.
Terrängen runt Villa Nueva är lite kuperad. Runt Villa Nueva är det tätbefolkat, med 881 invånare per kvadratkilometer.. Närmaste större samhälle är Mendoza, 4,4 km väster om Villa Nueva.
Runt Villa Nueva är det i huvudsak tätbebyggt.